# Henry Cavill
Henry William Dalgliesh Cavill (n. 5 mai 1983, Saint Helier⁠(d), Jersey) este un actor britanic.
Este cunoscut pentru rolul Charles Brandon, Duce de Suffolk⁠(en)[traduceți] în serialul TV Dinastia Tudorilor.
A interpretat rolul lui Tezeu în filmul Nemuritorii din 2011.

## Filmografie

### Film
| An   | Titlu                              | Rol                            | Note |
| ---- | ---------------------------------- | ------------------------------ | ---- |
| 2002 | The Count of Monte Cristo          | Albert Mondego                 |      |
| 2003 | I Capture the Castle               | Stephen Colley                 |      |
| 2005 | Hellraiser: Hellworld              | Mike                           |      |
| 2006 | Tristan & Isolde                   | Melot                          |      |
| 2006 | Red Riding Hood                    | The Hunter                     |      |
| 2007 | Stardust                           | Humphrey                       |      |
| 2009 | Whatever Works                     | Randy Lee James                |      |
| 2009 | Blood Creek                        | Evan Marshall                  |      |
| 2011 | Immortals                          | Theseus                        |      |
| 2012 | The Cold Light of Day              | Will Shaw                      |      |
| 2013 | Man of Steel                       | Kal-El / Clark Kent / Superman |      |
| 2015 | The Man from U.N.C.L.E.            | Napoleon Solo                  |      |
| 2016 | Batman v Superman: Dawn of Justice | Clark Kent / Superman          |      |
| 2016 | Sand Castle                        | Captain Syverson               |      |
| 2017 | Justice League                     | Clark Kent / Superman          |      |
| 2018 | Misiune: Imposibilă. Declinul      | August Walker / John Lark      |      |
| 2018 | Night Hunter                       | Lt. Walter Marshall            |      |
| 2020 | Enola Holmes                       | Sherlock Holmes                |      |
| 2021 | Zack Snyder's Justice League       | Clark Kent / Superman          |      |

### TV
| An           | Titlu                          | Rol              | Note                                |
| ------------ | ------------------------------ | ---------------- | ----------------------------------- |
| 2002         | The Inspector Lynley Mysteries | Chas Quilter     | Episodul: "Well-Schooled in Murder" |
| 2002         | Goodbye, Mr. Chips             | Soldier Colley   | Film TV                             |
| 2003         | Midsomer Murders               | Simon Mayfield   | Episodul: "The Green Man"           |
| 2007–2010    | The Tudors                     | Charles Brandon  | 38 de episoade                      |
| 2019–prezent | The Witcher                    | Geralt din Rivia | 16 episoade                         |

## Legături externe
- Henry Cavill la Internet Movie Database

| Predecesor: Brandon Routh | Actori în rolul lui Clark Kent/Superman 2013 | Succesor: Tyler Hoechlin |